# 謝成泌
謝成泌，清朝政治人物。舉人出身。
宣統二年六月，接替嚴庚辛。署任江蘇荆溪縣知縣。